# لوران گملون
لوران گَمِلون (فرانسوی: Laurent Gamelon‎؛ زادهٔ ۱۹ ژوئن ۱۹۶۰) بازیگر اهل فرانسه است.
از فیلم‌ها یا برنامه‌های تلویزیونی که وی در آن نقش داشته است، می‌توان به ساکت باش، کمد، پلیس خفته را بیدار نکن، بازیگران، بدل و یک روز در موزه اشاره کرد.